# Adolfo III de Schauenburg y Holstein

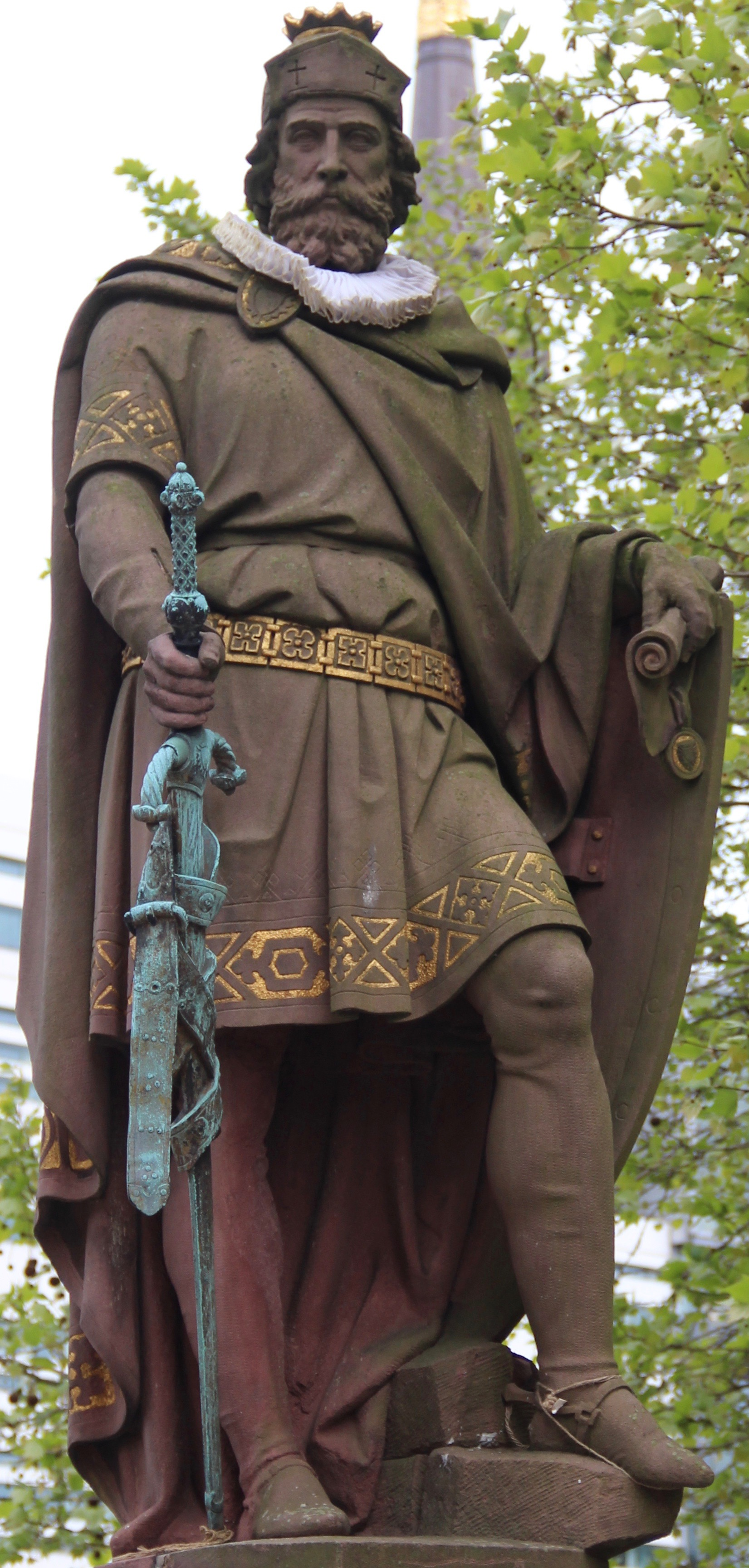
Estatua de Adolfo III

Adolfo III, Conde de Schauenburgo y Holstein (1160 - 3 de enero de 1225) fue el gobernante de los condados de Schauenburg y Holstein. Es particularmente recordado por establecer una nueva población para comerciantes en los bancos del Alster cerca de Neue Burg en Hamburgo.

## Descenso
Adolfo III fue el único hijo del Conde Adolfo II de Holstein-Wagria y le sucedió en 1164, inicialmente bajo la tutela de su madre Matilde de Schwarzburgo-Käfernburg, hija del Conde Sizzo III de Schwarzburg-Käfernburg.

## Vida
Fue apoyado inicialmente por Enrique el León. Le acompañó a su expedición contra Philipp von Heinsberg, Arzobispo de Colonia enfrentándose en la Batalla de Halerfeld el 1 de agosto de 1180 (noroeste de Osnabrück), al lado del Conde Bernardo I de Ratzeburg, cuando recibió de Enrique el León los derechos decisivos en la región de Weser Medio, del cual se formó la base del Condado de Schauenburg.
En 1180 sin embargo, Adolfo desertó de Enrique, que acto seguido le expulsó de Holstein. Adolfo se unió a Federico I Barbarroja (Emperador Federico I), que con su ayuda recuperaría su señorío en 1181 después de la caída de Enrique. En 1188 sin embargo, Federico rechazó la petición de Adolfo de ser regente de Lübeck. Adolfo le acompañó en la Tercera Cruzada. En agosto de 1190 llegó a Tiro, donde abandonó el ejército cruzado y regresó a Holstein para defender sus tierras en contra de Enrique el León, quien mientras tanto había regresado del exilio.
El reinado de Adolfo III coincidió con los intentos de Dinamarca en expandirse bajo los reyes Canuto VI y su hermano y sucesor Valdemar II. Después de que Adolfo perdiera la Batalla de Stellau en 1201 y fue tomado prisionero más tarde en Hamburgo por Valdemar, esta expansión fue exitosa por varias décadas. En cautividad fue forzado a renunciar su título al condado de Holstein en 1203 para obtener su libertad, y en su liberación se retiró al Condado de Schauenburg. La reconquista de Holstein quedó para su hijo y heredero, Adolfo IV de Holstein.
A mediados de 1224, a petición de Konrad von Rüdenberg, Obispado de Minden, el conde Adolfo III cedió el Vogt de la Abadía Wennigsen en Wennigsen. La escritura del acto es el primer registro escrito superviviente de este monasterio.
Se casó en primer lugar en 1182 con Adeley de Assel (fallecida el 25 de diciembre de 1185) y después con Adeleide de Querfurt.
Tuvo cinco hijos:
- Adolfo IV
- Konrad
- Bruno de Schauenburg, Obispo de Olmütz
- Mechthilde
- Margarete